# Nostrifikace dokladů o vzdělání

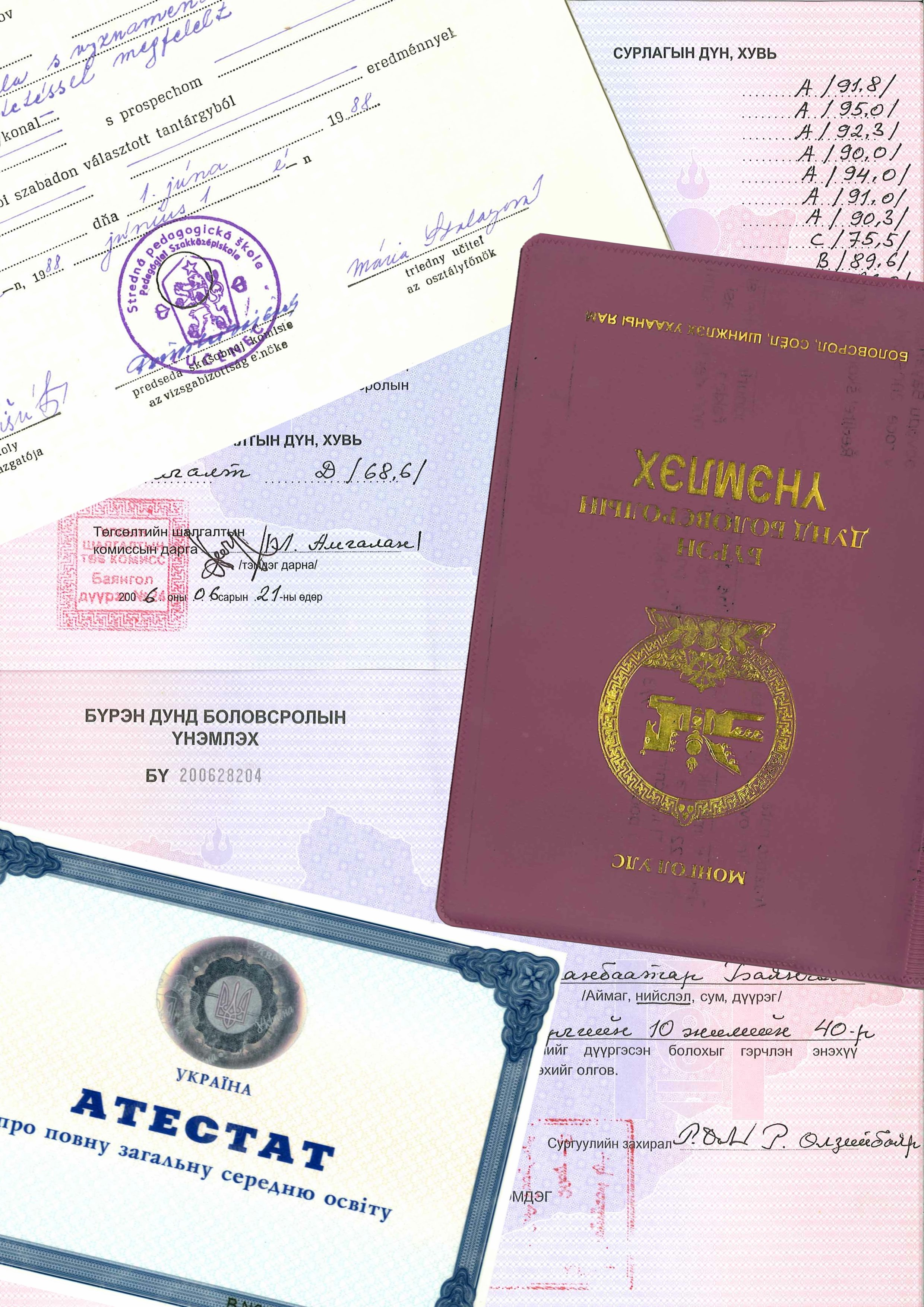
Doklady o dosaženém vzdělání: mongolský, slovensko-maďarský a ukrajinský

Nostrifikace (z lat. nostrum = „naše“ a facere = „činit, dělat, uskutečňovat“, doslova „činit naším“) je úřední uznání platnosti zahraničního dokumentu nebo právního subjektu vzniklého v zahraničí za platné v tuzemsku. Typicky se týká vysvědčení, diplomu, cenných papírů, podniku atp.
Nejčastěji je nostrifikace prováděna rozhodnutím o platnosti zahraničního vysvědčení domácími úřady. Tím je dosažený stupeň zahraničního vzdělání (základního, středního, vyššího odborného nebo i vysokoškolského) uznán za rovnocenný s příslušným stupněm domácího vzdělání. Stanoví-li tak mezinárodní smlouva, je namísto rozhodnutí o nostrifikaci vydáváno jen osvědčení o uznání rovnocennosti zahraničního vysvědčení.

## Nostrifikace dokladů o vzdělání v Česku
Nostrifikace se v České republice provádí podle § 108 a 108a zákona č. 561/2004 Sb., o předškolním, základním, středním, vyšším odborném a jiném vzdělávání (školský zákon), a jeho prováděcí vyhlášky č. 12/2005 Sb., o podmínkách uznání rovnocennosti a nostrifikace vysvědčení vydaných zahraničními školami. V případě uznávání platnosti zahraničního vysokoškolského diplomu se postupuje podle § 89 a 90 zákona č. 111/1998 Sb., o vysokých školách. Nostrifikací se zabývají krajské úřady (základní, střední nebo vyšší odborné vzdělání) podle místa trvalého pobytu žadatele nebo veřejné vysoké školy podle studijního programu žadatele. Výjimkou jsou školy se vzdělávacími programy uskutečňovanými na základě dohody s Ministerstvem školství, kde nostrifikaci provádí právě Ministerstvo školství.
Podmínky pro nostrifikaci základního, středního, vyššího odborného nebo vysokoškolského stupně vzdělání se liší jak podle doby jeho získání, tak podle země, v níž bylo získáno. Například doklad o vzdělání získaném na Slovensku se podle mezinárodní Dohody o vzájemném uznávání rovnocennosti dokladů o vzdělání vydávaných v České republice a ve Slovenské republice, publikované pod č. 33/2001 Sb. m. s., nostrifikovat vůbec nemusí a je automaticky uznáván za rovnocenný na území České republiky, a to i bez nutnosti překladu do českého jazyka (podle Dohody o právní pomoci, č. 209/1993 Sb.). Pro nostrifikaci je jinak v zásadě zapotřebí: 
1. předložit originál nebo úředně ověřenou kopii zahraničního vysvědčení, přeložený do českého jazyka soudním překladatelem,
2. doložit obsah a rozsah vzdělání absolvovaného v zahraničí (seznam předmětů a počet hodin),
3. předložit doklad o skutečnosti, že škola je součástí vzdělávací soustavy státu, pokud to z předloženého dokladu samo nevyplývá (např. u soukromých škol).

Pro státy, které nemají s Českou republikou uzavřenu mezinárodní dohodu o právní pomoci, platí povinnost ověření podpisů a razítek na zahraničních dokladech. U států, které jsou smluvními stranami Haagské Úmluvy o zrušení požadavku ověřování cizích veřejných listin ze dne 5. října 1961, musí být doklad opatřený apostilou, u ostatních států je nutná superlegalizace listin.
Na základě předložených dokladů krajský úřad nebo vysoká škola posoudí, zda se obsah a rozsah zahraničního vzdělání podobá českému vzdělání. V kladném případě daný doklad o vzdělání uzná, liší-li se jen částečně, nařídí nostrifikační zkoušku, jinak žádost zamítne. Nostrifikační zkouška ověřuje, zda má vzdělání žadatele stejnou úroveň jako vzdělání absolventa příslušného oboru v České republice. Jejich konkrétní obsah a rozsah nicméně stanovuje příslušný krajský úřad. V případě kladného výsledku vystaví úřad nebo škola žadateli nostrifikační doložku. 
Pro účely přijetí k vysokoškolskému studiu na veřejnou vysokou školu v České republice umožňuje zákon o vysokých školách (§ 48 odst. 4 zákona č. 111/1998 Sb.) od 1. 9. 2016 uznat příslušné (maturitní, bakalářské) vzdělání uchazeče ze zahraničí samotným vysokým školám bez nutnosti procházet procesem nostrifikace na krajských úřadech apod.

## Nostrifikace v zahraničí
Řada mezinárodních dohod nepostihuje celý rozsah školství v obou státech, takže např. Německo uznává na základě dohody s Českou republikou pouze doklady z gymnázií nebo vysokých škol, Česká republika uznává pouze polská maturitní vysvědčení a vysokoškolské tituly atd.
Od roku 2015 platí nová mezinárodní smlouva  (č. 23/2015 Sb. m. s.) mezi Českou republikou a Slovenskou republikou. Nově je v ČR vyžadováno pro potřebu výkonu regulovaných povolání osvědčení o rovnocennosti zahraničního vzdělání u absolventů slovenských škol.